# Домбровський Олександр Георгійович
Олекса́ндр Гео́ргійович Домбро́вський (нар. 7 липня 1962, м. Калинівка Вінницької області) — український політик, народний депутат України VII і VIII скликань, міський голова Вінниці (2002–2005); голова Вінницької ОДА (2005–2010).

## Біографія
Народився 7 липня 1962 року в місті Калинівка Вінницької області. Батько — інженер-будівельник, мати була працівником бібліотеки (передчасно померла). Після закінчення Калинівської середньої школи № 3 у 1979 році вступив до Вінницького політехнічного інституту на факультет автоматики і телемеханіки, який закінчив з відзнакою.
Після закінчення інституту працював на комсомольській роботі, був обраний першим секретарем Вінницького міськкому комсомолу.
У 1990 році закінчив аспірантуру та працював науковим співробітником науково-дослідної частини кафедри Вінницького політехнічного інституту.

## Кар'єра
Протягом 1990–1991 років очолював відділ зовнішньоекономічних досліджень Вінницького міського центру НТТМ. Згодом був призначений директором зовнішньоторговельної фірми підприємства «Центр».
З 1995 року — президент акціонерного товариства «Подільський центр ділового співробітництва». Наступні роки — директор підрозділу «Філіал № 2» виробничого об'єднання «Південний машинобудівний завод ім. О. М. Макарова».

## Політична діяльність
У 1998 році був обраний депутатом Вінницької міської ради, очолював постійну комісію з питань промисловості, будівництва, транспорту та зв'язку.
З квітня 2002 року — Вінницький міський голова.
Під час Помаранчевої революції Вінницька міська рада, де головував Домбровський, не визнала результати другого туру.
У лютому 2005 року призначений головою Вінницької обласної державної адміністрації.
14 жовтня 2008 року, під час чергового загострення політичної кризи в країні, подавав у відставку через конфлікт з чиновниками секретаріату президента.
6 квітня 2010 року звільнений з посади голови ОДА президентом Віктором Януковичем.
У березні 2011 Олександр Домбровський заявив, що не планує повертатися у владу й повідомив про свій відхід від активної політичної діяльності.
У 2012 обраний до Верховної Ради від БПП по окрузі № 11.
З грудня 2012 року — народний депутат України 7-го скликання. Член Комітету Верховної Ради з питань аграрної політики та земельних відносин. Безпартійний. Позафракційний.
8 лютого 2013 р. за позовом Юрія Кармазіна, Євгенія Угля і Анатолія Дацка до ЦВК Вищий адміністративний суд України визнав недостовірними результати виборів народних депутатів в одномандатних округах № 11 (Вінниця) та № 71 (Закарпатська обл.), де обрані відповідно Олександр Домбровський та Павло Балога. ВАСУ скасував постанови ЦВК в частині реєстрації вказаних народних депутатів і визнав відсутність у них статусу і повноважень народних депутатів України.
У 2014 був призначений позаштатним радником Порошенка. Про це сказано в указі № 781 від 13 жовтня 2014 року.

## Скандали
У 2019 Домбровський фігурує у розслідування про депутатів що незаконно збагачуються за рахунок збереження високого зеленого тарифу. Два колишні помічники депутата Володимир Житник, Олександр Нікіторович, і чинний помічник на громадських засадах Володимир Підлісний причетні до шести компаній із «зеленим» тарифом: «Агробудтехнології»(0,63 МВт), ТОВ «Гранд Солар» (3,62 МВт), ЗЕО «Новосвіт» (5,378 МВт), ТОВ «Сервістрансавто»(2,52 МВт), ТОВ «Енерегоінвест» (3,86 МВт), ТОВ «Він Солар» (2,42 МВт).
Натомість 15 квітня 2019 Домбровський екстрено вніс поправку до закону, яка обмежує можливість заробітку на «зеленому» тарифі власникам домашніх сонячних станцій.
Зафіксовано 6 випадків кнопкодавства депутата.

## Нагороди та відзнаки
- Заслужений економіст України (22 червня 2007) — за вагомий особистий внесок у розвиток конституційних засад української державності, багаторічну сумлінну працю, високий професіоналізм та з нагоди Дня Конституції України[14]

У 2004 році визнаний переможцем у номінаціях «Людина року» та «Мер року».
Указом Президента України № 336/2016 від 19 Серпня 2016 року нагороджений ювілейною медаллю «25 років незалежності України».

## Сім'я
Одружений. Разом з дружиною Іриною виховали сина Андрія та доньку Тетяну.